# Listă de filme cu stații spațiale

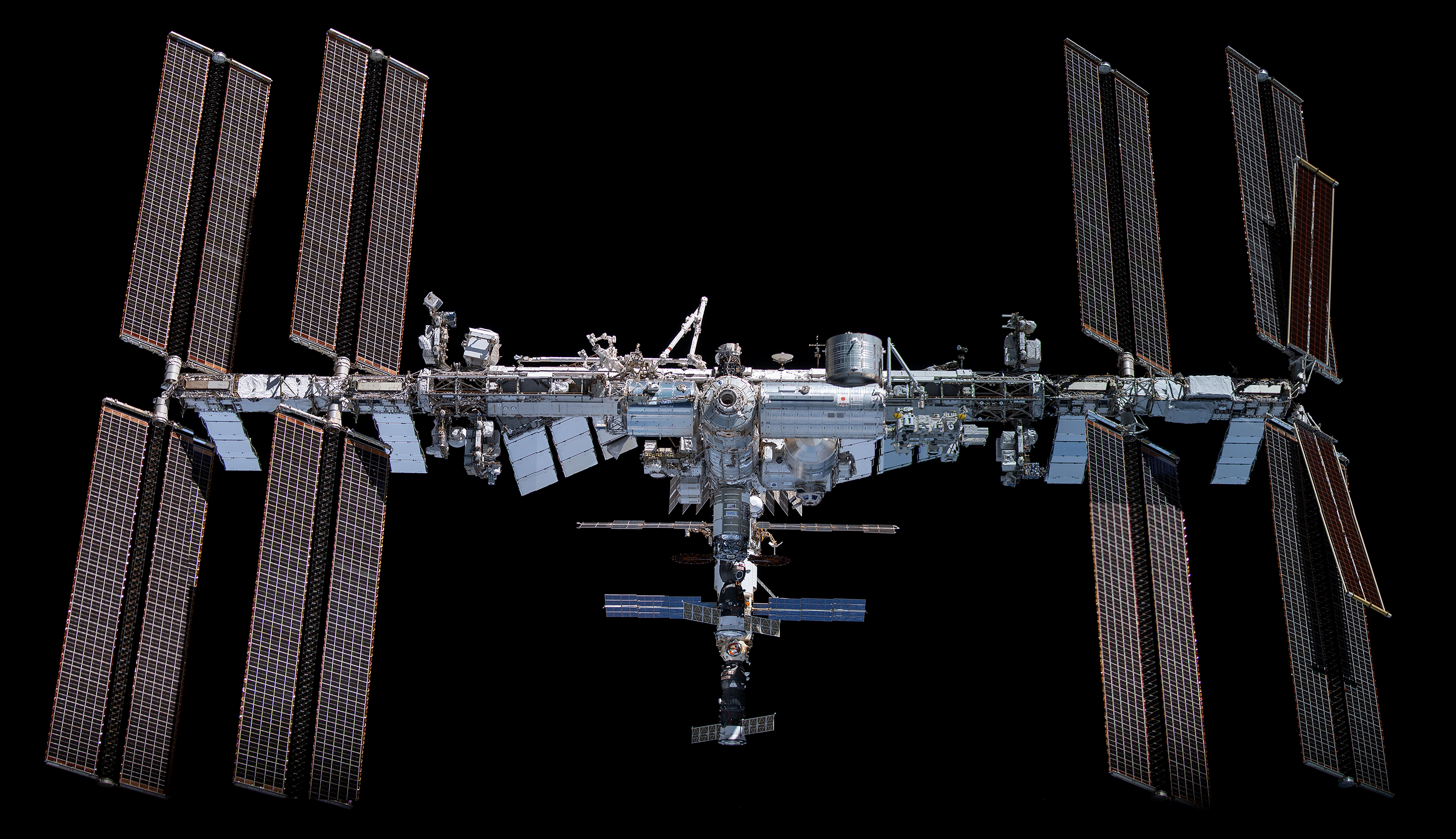
Stația Spațială Internațională apare în câteva filme, cum ar fi Gravity, The Day After Tomorrow, Love sau Space Station 3D.

Aceasta este o listă de filme științifico-fantastice artistice în care apar stații spațiale atât reale (cum ar fi Stația Spațială Internațională sau Mir) cât și fictive. 

## Listă de filme
| Film (titlu în engleză)                     | Film (titlu în română)                                | An   | Stație spațială                            | Ref.        |
| ------------------------------------------- | ----------------------------------------------------- | ---- | ------------------------------------------ | ----------- |
| 51 Degrees North                            |                                                       | 2015 |                                            | [ 1 ]       |
| 2001: A Space Odyssey                       | Odiseea Spațială 2001                                 | 1968 | Space Station V                            | [ 2 ]       |
| Aliens                                      | Aliens - Misiune de pedeapsă                          | 1986 | Gateway Station                            | [ 3 ]       |
| Android                                     |                                                       | 1982 | Terraport Station ULC-53                   | [ 4 ]       |
| Arena                                       |                                                       | 1989 |                                            | [ 5 ]       |
| The Noah's Ark Principle                    |                                                       | 1984 | Florida Arklab                             | [ 6 ]       |
| Armageddon                                  | Armageddon - Sfârșitul lumii?                         | 1998 | Mir                                        | [ 2 ]       |
| Assignment: Outer Space                     |                                                       | 1960 | Zulu Extra 34                              | [ 7 ] [ 8 ] |
| A Beautiful Planet                          | 2016                                                  |      | International Space Station                | [ 9 ]       |
| Cargo                                       | Cargo                                                 | 2009 | Stația 42                                  | [ 10 ]      |
| The Cloverfield Paradox                     |                                                       | 2018 | Cloverfield Station                        | [ 11 ]      |
| Conquest of Space                           | Cucerirea spațiului                                   | 1955 | The Wheel                                  | [ 3 ]       |
| Contact                                     | Contact                                               | 1997 | Mir                                        | [ 2 ]       |
| Dante 01                                    |                                                       | 2008 | Dante 01                                   | [ 12 ]      |
| Dark City                                   | Orașul întunecat                                      | 1998 |                                            | [ 13 ]      |
| The Day After Tomorrow                      | Unde vei fi poimâine?                                 | 2004 | Stația Spațială Internațională             | [ 14 ]      |
| Earth II                                    | Pământ 2                                              | 1971 | Earth II                                   | [ 15 ]      |
| Elysium                                     | Elysium                                               | 2013 | Elysium                                    | [ 16 ]      |
| Ender's Game                                | Jocul lui Ender                                       | 2013 | Battle School                              | [ 17 ]      |
| Enemy Mine                                  | Inamicul meu                                          | 1985 |                                            | [ 18 ]      |
| Event Horizon                               | Destinație mortală                                    | 1997 | Daylight Space Station                     | [ 19 ]      |
| Fortress 2: Re-Entry                        | Fortăreața 2                                          | 2000 |                                            | [ 20 ]      |
| Gravity                                     | Gravity 3D: Misiune în spațiu                         | 2013 | Stația Spațială Internațională Tiangong    | [ 22 ]      |
| The Green Slime                             | Substanța verde                                       | 1968 | Gamma 3                                    | [ 15 ]      |
| Hellraiser: Bloodline                       | Legături de sânge                                     | 1996 | Minos                                      | [ 23 ]      |
| Life                                        | Viață, primele semne                                  | 2017 | International Space Station                | [ 24 ]      |
| Lockout                                     | Misiune pe MS One                                     | 2012 | MS One                                     | [ 25 ]      |
| Love                                        | Dragoste                                              | 2011 | Stația Spațială Internațională             | [ 26 ]      |
| Marooned                                    | Naufragiați în spațiu                                 | 1969 |                                            | [ 27 ]      |
| Mission to Mars                             | Misiune pe Marte                                      | 2000 |                                            | [ 28 ]      |
| Mission to Mir                              | Misiune pe Mir                                        | 1997 | Mir                                        | [ 29 ]      |
| Moonraker                                   | N/A                                                   | 1979 |                                            | [ 2 ]       |
| Mutiny in Outer Space                       | N/A                                                   | 1965 |                                            | [ 15 ]      |
| Mystery Science Theater 3000: The Movie     | Teatrul misterelor                                    | 1996 | Satellite of Love                          | [ 17 ]      |
| Oblivion                                    | Oblivion. Planeta uitată                              | 2013 | The Tet                                    | [ 30 ]      |
| Planet of the Apes                          | Planeta maimuțelor                                    | 2001 | Oberon                                     | [ 31 ]      |
| Project Moonbase                            | N/A                                                   | 1953 |                                            | [ 32 ]      |
| Queen of Outer Space                        | N/A                                                   | 1958 |                                            | [ 33 ]      |
| Rampage                                     |                                                       | 2018 |                                            | [ 34 ]      |
| Return of the Jedi                          | Războiul stelelor - Episodul VI: Întoarcerea lui Jedi | 1983 | Death Star                                 | [ 2 ]       |
| Revenge of the Sith                         | Războiul stelelor - Episodul III: Răzbunarea Sith     | 2005 | Death Star                                 | [ 2 ]       |
| Robotech: The Shadow Chronicles             | N/A                                                   | 2006 | Stația Spațială Liberty                    | [ 35 ]      |
| Rogue One: A Star Wars Story                |                                                       | 2016 | Death Star                                 | [ 36 ]      |
| Salyut-7                                    |                                                       | 2017 | Salyut 7                                   | [ 37 ]      |
| Solaris                                     | Solaris                                               | 1968 | Stația Solaris                             | [ 38 ]      |
| Solaris                                     | Solaris                                               | 1972 | Stația Solaris                             | [ 39 ]      |
| Solaris                                     | Solaris                                               | 2002 | Stația Solaris                             | [ 39 ]      |
| Space Station 3D                            |                                                       | 2002 | Stația Spațială Internațională             | [ 40 ]      |
| Space Station 76                            | N/A                                                   | 2014 | Omega 76 Space Station                     | [ 41 ]      |
| SpaceCamp                                   | N/A                                                   | 1986 | Daedalus                                   | [ 17 ]      |
| Star Crystal                                | N/A                                                   | 1986 |                                            | [ 42 ]      |
| Star Trek                                   | Star Trek                                             | 2009 | Space dock                                 |             |
| Star Trek Into Darkness                     | Star Trek În întuneric 3D                             | 2013 | Space dock                                 |             |
| Star Trek: The Motion Picture               | Star Trek: Filmul                                     | 1979 | Space dock                                 | [ 43 ]      |
| Star Trek II: The Wrath of Khan             | Star Trek II: Furia lui Khan                          | 1982 | Space dock                                 | [ 43 ]      |
| Star Trek III: The Search for Spock         | Star Trek III: În căutarea lui Spock                  | 1984 | Space dock                                 | [ 43 ]      |
| Star Trek IV: The Voyage Home               | Star Trek IV: Călătoria acasă                         | 1986 | Space dock                                 | [ 43 ]      |
| Star Trek V: The Final Frontier             | Star Trek V: Ultima frontieră                         | 1989 | Space dock                                 | [ 43 ]      |
| Star Trek VI: The Undiscovered Country      | Star Trek VI: Țara nedescoperită                      | 1991 | Space dock                                 | [ 43 ]      |
| Star Wars                                   | Războiul stelelor                                     | 1977 | Steaua Morții                              | [ 2 ]       |
| Starship Troopers                           | Infanteria stelară                                    | 1997 | Ticonderoga                                | [ 44 ]      |
| Starship Troopers: Invasion                 | Infanteria stelară: Invazia                           | 2012 | L-6 satellite base                         | [ 45 ]      |
| Tik Tik Tik                                 |                                                       | 2018 |                                            | [ 46 ]      |
| Thunderbird Six                             | Thunderbird 6                                         | 1968 | Thunderbird 5                              |             |
| Thunderbirds Are Go                         | Thunderbirds, cavalerii spațiului                     | 1966 | Thunderbird 5                              |             |
| Titan A.E.                                  | Titan A.E.                                            | 2000 |                                            | [ 47 ]      |
| Valerian and the City of a Thousand Planets |                                                       | 2017 | Alpha (former International Space Station) | [ 48 ]      |
| War of the Planets                          | N/A                                                   | 1966 |                                            | [ 33 ]      |
| Virus                                       | Virus                                                 | 1999 | Mir                                        | [ 49 ]      |
| War of the Planets                          |                                                       | 1966 |                                            | [ 33 ]      |
| Zenon: Girl of the 21st Century             |                                                       | 1999 |                                            | [ 50 ]      |
| Zenon: The Zequel                           |                                                       | 2001 |                                            | [ 50 ]      |
| Zenon: Z3                                   |                                                       | 2004 |                                            | [ 51 ]      |